# Anopheles christyi
Anopheles christyi este o specie de țânțari din genul Anopheles. A fost descrisă pentru prima dată de Robert Newstead și Carter în anul 1911. Conform Catalogue of Life specia Anopheles christyi nu are subspecii cunoscute.